# Liste der Kulturdenkmale in Doberquitz
In der Liste der Kulturdenkmale in Doberquitz sind die Kulturdenkmale des Leisniger Ortsteils Doberquitz verzeichnet, die bis Mai 2023 vom Landesamt für Denkmalpflege Sachsen erfasst wurden (ohne archäologische Kulturdenkmale). Die Anmerkungen sind zu beachten.
Diese Aufzählung ist eine Teilmenge der Liste der Kulturdenkmale in Leisnig.

## Doberquitz
| Bild                                    | Bezeichnung                                                                       | Lage                 | Datierung | Beschreibung | ID       |
| --------------------------------------- | --------------------------------------------------------------------------------- | -------------------- | --- | --- | -------- |
| Direkt Bild zu diesem Denkmal hochladen | Zwei Brücken über den Dorfbach und den Mühlgraben                                 | Doberquitz (Karte)   | Bezeichnet mit 1778; letztes Viertel 18. Jahrhundert                                                                      | Bruchsteinerne Brückchen in originaler Ausbildung, Bestandteil der alten Dorfstruktur, von geschichtlichem Wert, im Rundbogen gemauert. Zwei kleine einjochige Bruchsteinbrücken, die der Überquerung des Fahrweges über den Dorfbach und den Mühlgraben dienen. Die Brücke über den Mühlgraben ist bezeichnet mit „1778“, der Bauzeit dieser Brücke. Die zweite Brücke über den Dorfbach ist annähernd baugleich, so dass von der gleichen Bauzeit ausgegangen werden kann. Vielfach schon verloren, blieben in den Ortsteilen von Bockelwitz noch einige dieser kleinen Straßenbrücken des ausgehenden 18. Jahrhunderts erhalten, durch die anschaulich der ländliche Brückenbau dieser Zeit dokumentiert wird. Der Denkmalwert ergibt sich damit aus ihrer technikgeschichtlichen Bedeutung. | 09208144 |
| Direkt Bild zu diesem Denkmal hochladen | Wohnstallhaus, Scheune, zwei Seitengebäude und Hofpflasterung eines Vierseithofes | Doberquitz 1 (Karte) | Um 1800 (Wohnstallhaus und Seitengebäude); bezeichnet mit 1887 (Scheune); letztes Viertel 19. Jahrhundert (Seitengebäude) | Intakte Hofstruktur mit ortsbildprägenden Wohn- und Wirtschaftsgebäuden in gutem Originalzustand von bau- und regionalgeschichtlichem Wert. Geschlossen erhaltener Vierseithof mit stattlichen Wohn- und Wirtschaftsgebäuden, teils massiv bzw. in Fachwerkbauweise, vorwiegend 19. Jahrhundert. - Wohnstallhaus: nach 1800, Erdgeschoss massiv, Obergeschoss Fachwerk, Satteldach, - 1. Seitengebäude: nach 1800, Erdgeschoss massiv, Obergeschoss Fachwerk, Satteldach - Scheune: bezeichnet mit 1887, sehr groß, Bruchsteinmauerwerk verputzt, zweigeschossig, Volutenverzierungen an den Fenstern - 2. Seitengebäude: Ende 19. Jahrhundert, traufständig zur Zufahrtsstraße stehend, zweigeschossiger Bruchsteinbau verputzt, Rechteckfensteröffnungen, über den Fenstern des Erdgeschoss Ziegelausgleichsbögen, Rundbogenfenster am Giebel, Satteldach - der Hof ist noch belegt mit dem historischen Pflaster des 19. Jahrhunderts Die Größe der Gebäude und der Hofanlage dokumentiert die Wirtschaftskraft landwirtschaftlicher Betriebe des 19. Jahrhunderts in diesem Landschaftsraum recht eindrucksvoll, die neben der Abhängigkeit von Klima und Bodenverhältnissen auch durch ökonomische Bedingungen in Sachsen befördert wurde. Zugleich sind die Bauten Zeugnisse des ländlichen Bauhandwerks, aber möglicherweise auch bereits das der verschiedensten Baufirmen, die sich auf Landwirtschaftsbauten spezialisiert hatten. Der Denkmalwert ergibt sich dem folgend aus der regional- und baugeschichtlichen Bedeutung der Hofanlage. | 09208148 |
| Direkt Bild zu diesem Denkmal hochladen | Wohnstallhaus, Scheune und zwei Seitengebäude eines Vierseithofes                 | Doberquitz 2 (Karte) | Bezeichnet mit 1742 (Wohnstallhaus); um 1800 (Seitengebäude und Scheune)                                                  | Intakte Hofstruktur, zum Teil sehr gut erhaltene Fachwerk-Gebäude, ortsbildprägend, Wohnstallhaus mit alter Fachwerk-Konstruktion (K-Strebe), von großer baugeschichtlicher und sozialgeschichtlicher Bedeutung. Vollständig erhaltener Vierseithof, teilweise mit wertvollem Baubestand aus dem frühen 18. Jahrhundert. Mit Ausnahme von Teilen des Wohnstallhauses Fachwerkbauten, teilweise massiv unterfahren. Denkmalgerecht saniert. - Scheune: Fachwerk-Konstruktion, steiles Satteldach - Wohnstallhaus: Erdgeschoss massiv, Obergeschoss zur Hälfte massiv, andere Hälfte alte Fachwerk-Konstruktion mit K-Strebe, Porphyrportal mit datiertem Schlussstein, eine Giebelseite Fachwerk (verbrettert) - 1. Seitengebäude: Erdgeschoss massiv, Obergeschoss Fachwerk, originale Mitteldrehflügelfenster, Krüppelwalmdach - 2. Seitengebäude: mit Durchfahrt, Erdgeschoss massiv, Obergeschoss Fachwerk, Krüppelwalmdach Nur vereinzelt noch anzutreffen sind in diesem Landschaftsraum Fachwerkgebäude mit K-Streben. Auch historische Fenster, wie die noch erhaltenen Mitteldrehflügelfenster sind inzwischen nur noch selten. Eine Besonderheit bildet das Torhaus, möglicherweise ein späterer Erweiterungsbau des Seitengebäudes, der durch die topografische Lage des Hofes nur in dieser Weise erfolgen konnte. Das hohe Alter der Gebäude, die Seltenheit bestimmter Konstruktionen und Ausstattungselemente sowie der gute Originalzustand aller Gebäude bestimmen die große baugeschichtliche Bedeutung des Hofes. Zugleich liefert der Hof wichtige Aussagen zu Wohn- und Wirtschaftsbedingungen eines Bauernhofes des 18. Jahrhunderts, woraus sich seine sozialgeschichtliche Bedeutung ableitet. | 09208147 |
| Direkt Bild zu diesem Denkmal hochladen | Wohnstallhaus, Scheune und Seitengebäude eines Dreiseithofes                      | Doberquitz 3 (Karte) | Um 1800 (Wohnstallhaus und Scheune); Mitte 19. Jahrhundert (Seitengebäude)                                                | Intakte, große Hofanlage mit originalen, bauhistorisch wertvollen Fachwerk-Gebäuden. Stattlicher Bauernhof mit Wohn- und Wirtschaftsgebäuden aus dem 19. Jahrhundert, weitgehend authentisch erhalten. - Scheune: Fachwerk-Konstruktion, Satteldach (Schiefer) - Stallgebäude: massiv, zweigeschossig, zweibogige Kumthalle, aus Bruchsteinen errichtet, Satteldach - Wohnstallhaus: Erdgeschoss massiv (zum Teil überformt), Obergeschoss Fachwerk mit Staken und Lehmausfachung, Satteldach (Schiefer), Porphyrgewände Neben den wirtschaftlichen Bedingungen für die Landwirtschaft dokumentiert dieser Hof auch das ländliche Bauhandwerk im 19. Jahrhundert, woraus sich dessen bau- und sozialgeschichtliche Bedeutung ableitet. | 09208146 |
| Direkt Bild zu diesem Denkmal hochladen | Wohnstallhaus und Scheune eines Dreiseithofes                                     | Doberquitz 5 (Karte) | Um 1800 | Ortsbildprägende Fachwerk-Gebäude in gutem Originalzustand von bau-, sozial- und ortsentwicklungsgeschichtlicher Bedeutung. Kleiner Bauernhof, bestehend aus dem Wohnstallhaus, einem Seitengebäude und der Scheune. Denkmalwürdig sind das Wohnstallhaus und die kleine Scheune, beides Fachwerkgebäude, teils massiv, aus dem 19. Jahrhundert. - Scheune: massiv mit Fachwerk-Drempel, Satteldach - Wohnstallhaus: Erdgeschoss massiv, Obergeschoss vorwiegend in Fachwerk, Satteldach Der Hof ist Bestandteil eines wertvollen Komplexes gut erhaltener Bauernhöfe, welche in dieser Komplexität und Originalität nur noch selten anzutreffen sind. Die Bauten selbst dokumentieren das ländliche Bauhandwerk des 19. Jahrhunderts. Der Denkmalwert ergibt sich aus der bau- und sozialgeschichtlichen sowie ortsbildprägenden und ortsentwicklungsgeschichtlichen Bedeutung. | 09208145 |
| Direkt Bild zu diesem Denkmal hochladen | Wohnstallhaus, Seitengebäude und Scheune der ehemaligen Mahl- und Schneidemühle   | Doberquitz 9 (Karte) | 1853 | Originale Fachwerk-Gebäude, intakte Hofstruktur, als ehemalige Mühle von orts- und baugeschichtlichem Interesse. Zur Mühle gehört ein Mühlgraben, welcher wieder rekonstruiert wurde. Mühlentechnik ist nur noch in Teilen erhalten. Dagegen ist der Gebäudekomplex, bestehend aus dem Wohn- und Mühlengebäude, dem Seitengebäude und der Scheune, in sehr gutem Originalzustand erhalten geblieben. Denkmalwürdig sind die genannten drei Gebäude, der Mühlgraben wurde nicht als Kulturdenkmal ausgewiesen. - Scheune: Fachwerk-Konstruktion, Satteldach - Seitengebäude: Erdgeschoss massiv (überformt), Obergeschoss Fachwerk mit Dacherker, Satteldach - Wohnstallhaus: massiv, Verdachungen der Portale noch vorhanden, alter Schlussstein, Satteldach Auf Grund ihres guten Originalzustandes kommt den Gebäuden eine baugeschichtliche Bedeutung zu. Als ehemalige Mühle erlangt das Gebäudeensemble auch ortsgeschichtliche Bedeutung. | 09208143 |

## Tabellenlegende
- Bild: Bild des Kulturdenkmals, ggf. zusätzlich mit einem Link zu weiteren Fotos des Kulturdenkmals im Medienarchiv Wikimedia Commons. Wenn man auf das Kamerasymbol klickt, können Fotos zu Kulturdenkmalen aus dieser Liste hochgeladen werden:
- Bezeichnung: Denkmalgeschützte Objekte und ggf. Bauwerksname des Kulturdenkmals
- Lage: Straßenname und Hausnummer oder Flurstücknummer des Kulturdenkmals. Die Grundsortierung der Liste erfolgt nach dieser Adresse. Der Link (Karte) führt zu verschiedenen Kartendiensten mit der Position des Kulturdenkmals. Fehlt dieser Link, wurden die Koordinaten noch nicht eingetragen. Sind diese bekannt, können sie über ein Tool mit einer Kartenansicht einfach nachgetragen werden. In dieser Kartenansicht sind Kulturdenkmale ohne Koordinaten mit einem roten bzw. orangen Marker dargestellt und können durch Verschieben auf die richtige Position in der Karte mit Koordinaten versehen werden. Kulturdenkmale ohne Bild sind an einem blauen bzw. roten Marker erkennbar.
- Datierung: Baubeginn, Fertigstellung, Datum der Erstnennung oder grobe zeitliche Einordnung entsprechend des Eintrags in der sächsischen Denkmaldatenbank
- Beschreibung: Kurzcharakteristik des Kulturdenkmals entsprechend des Eintrags in der sächsischen Denkmaldatenbank, ggf. ergänzt durch die dort nur selten veröffentlichten Erfassungstexte oder zusätzliche Informationen
- ID: Vom Landesamt für Denkmalpflege Sachsen vergebene, das Kulturdenkmal eindeutig identifizierende Objekt-Nummer. Der Link führt zum PDF-Denkmaldokument des Landesamtes für Denkmalpflege Sachsen. Bei ehemaligen Kulturdenkmalen können die Objektnummern unbekannt sein und deshalb fehlen bzw. die Links von aus der Datenbank entfernten Objektnummern ins Leere führen. Ein ggf. vorhandenes Icon  führt zu den Angaben des Kulturdenkmals bei Wikidata.